# Esterificare Fischer-Speier
Esterificarea Fischer-Speier este un tip de reacție de esterificare ce are loc prin refluxarea unui acid carboxilic și a unui alcool în prezență de catalizator acid. Reacția a fost descrisă de Hermann Emil Fischer și Arthur Speier în anul 1895. Majoritatea acizilor carboxilici pot fi utilizați ca reactanți, dar alcooli cei mai folosiți sunt primari sau secundari. Alcooli terțiari pot suferi ușor reacții de eliminare. Reacția poate fi aplicată și fenolilor, dar în condiții speciale.

## Mecanism de reacție
Mecanismul de reacție general al esterificării Fischer-Speier este: